# Базилика Святого Димитрия
Базилика Святого Димитрия — пятинефная христианская базилика, построенная в греческом городе Салоники на месте римских терм, там, где, согласно преданию, погиб великомученик Димитрий Солунский. Первоначально на этом месте был сооружён небольшой мартирий, который сменила трёхнефная базилика. После землетрясений и пожаров в середине или конце VII века было возведено пятинефное здание базилики. Во время турецкого владычества, в 1493 году, была обращена в мечеть Касымие-джами. После возвращения города грекам, с 1912 года в базилике возобновились христианские богослужения. Во время пожара 6 августа 1917 года здание сильно пострадало. Восстановительные работы в базилике были начаты в 1930-х годах и велись до 1948 года. В 1988 году включена в перечень объектов Всемирного наследия в составе раннехристианских и византийских памятников Салоник.

## История базилики

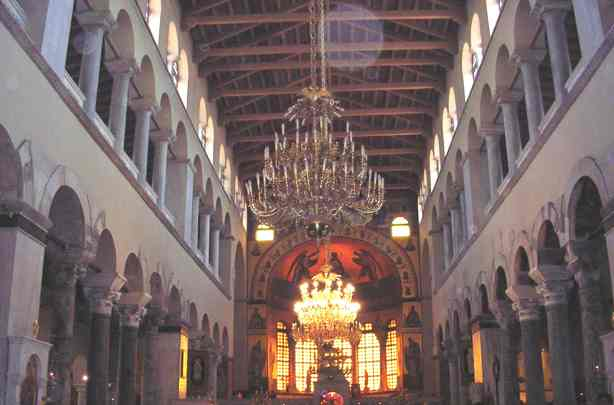
Интерьер базилики

### Византийский период
Первая церковь на месте темницы, где, по преданию, принял мученическую смерть святой Димитрий (по другой версии — над его могилой) была построена между 313—323 годами. Спустя сто лет, в 412—413 годах иллирийский вельможа Леонтий в память об избавлении его от паралича построил первую большую церковь между превратившимися в руины античными банями и стадионом. Алтарная часть построенной церкви была расположена над предполагаемым местом захоронения святого, и при её строительстве были обретены его мощи, тайно погребённые там, согласно житию, фессалоникийскими христианами в 306 году.
По другой версии, первая базилика, посвящённая святому Димитрию, была построена в Салониках только в V веке (имеются разногласия в датировке — либо его начало, либо последняя четверть). Подобная датировка связана с версией о зарождении почитания святого Димитрия в городе Сирмий (современная Сремска-Митровица в Сербии), откуда его мощи могли быть перенесены в Салоники либо после захвата города Аттилой в 441 году, либо аварами в 582 году (последнее предположение было оспорено археологами, производившими раскопки в базилике).
Базилика пострадала от пожара в правление императора Ираклия (вероятно, в 629—634 годах), но была быстро восстановлена. В этом пожаре пострадал серебряный киворий, стоявший в середине центрального нефа базилики: «Среди ночи внезапно… занялся огнём его святой серебряный киворий… Серебро, расплавленное огнём, как вода, …было все на полу, подобно реке». Киворий имел шестиугольное основание, глухие стены и кровлю, увенчанную крестом. Внутри находилось серебряное ложе с изображением лика святого. Верующие могли заходить внутрь и возжигать перед ним свечи. Описание кивория было сделано фессалоникийским архиепископом Иоанном в середине VII века, также его изображение было на мозаике северной колоннады базилики (известно только по акварелям английского архитектора Уолтера Сайкса Джорджа).
После этого пожара были сделаны последние строительные работы, придавшие базилике современный вид. В этот же период была выполнена часть мозаик, украшающих базилику. Окончательно интерьер базилики сформировался к середине IX века. После пожара 1917 года на восточной колоннаде была обнаружена мозаичная надпись начала IX века: «Во времена Льва наблюдается расцвет храма Святого Димитрия, пострадавшего раньше от пожара». Лев, упоминаемый в тексте, вероятно является отцом равноапостольных Кирилла и Мефодия, бывшим тогда друнгарием при военачальнике Салоник.

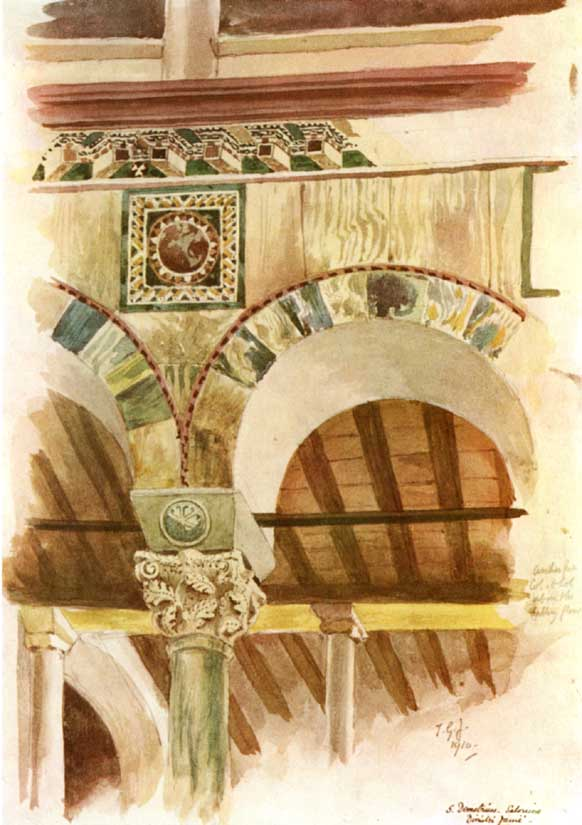
Колоннада базилики до пожара 1917 года (рисунок 1910 года)

О богослужениях в храмах Салоник (в том числе и о проводившихся в базилике Святого Димитрия) пишет Иоанн Камениата в своём труде «Взятие Фессалоники», посвящённом захвату и ограблению города арабами в 904 году (базилика тогда не пострадала):
…не уступает им и храм упомянутого уже мною достославного и победой венчанного мученика Димитрия, поставленный там, где он свершил святые подвиги и восприял победную награду. Собирая народ по чередою наступающим праздникам в своих стенах, храмы эти даруют прихожанам несказанное блаженство и духовную усладу. В каждом — свои чины священников, совершающих богослужение, и корпорации чтецов, исполняющих служебные песнопения. Попеременно затягивая слова гимнов и сопровождая эти звуки движениями рук, этот многоголосый и сладостный сонм и чарует взор великолепием сверкающих риз, и услаждает слух искусным псалмолением.
В 1185 году, когда Салоники были захвачены норманнами, базилика была разграблена, а гробница святого Димитрия осквернена (см. раздел Реликвии святого Димитрия).
В конце XIII века к базилике был пристроен придел преподобного Евфимия, построенный в форме маленькой трёхскатной базилики. Придел был расписан несохранившимися фресками в 1303 году.

### Турецкое владычество
После завоевания Салоник турками в 1430 году базилика была на короткое время оставлена христианам. Её передача была закреплена во время торжественной церемонии, которую провёл султан Мурад II Завоеватель. Он, по словам византийского историка Дуки, принеся в жертву барана, приказал оставить храм в распоряжении христиан, однако все украшения храма и гробницы святого Димитрия были турками уничтожены, храм оказался полностью разграбленным.
В 1493 году церковь была обращена в мечеть Касымие-джами и оставалась ею до 1912 года. В этот период для христиан был сохранен доступ к кенотафу святого Димитрия, установленному в небольшом приделе в западной части левого нефа базилики, куда был сделан отдельный вход. Тогда же фрески и мозаики храма были сокрыты под штукатуркой и новыми стенами.

### Современное состояние

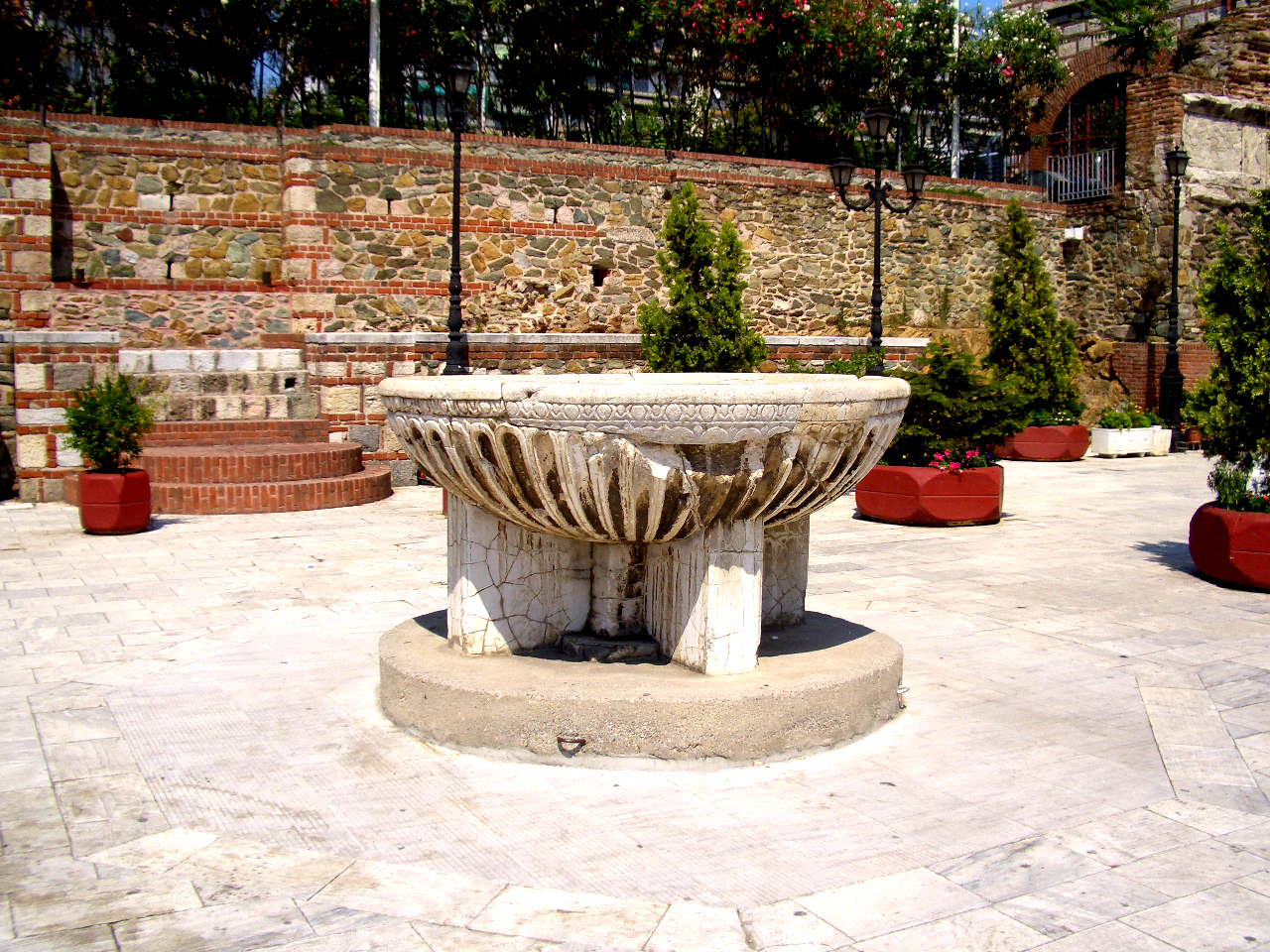
Мраморная чаша для освящения воды во дворе базилики

Базилика практически полностью выгорела при пожаре 6 августа 1917 года. Разрушения начали восстанавливать в 1926 году, в ходе реставрации был обнаружен вход в крипту, а под алтарём сосуд, предположительно с кровью великомученика Димитрия, а также были расчищены сохранившиеся фрески и мозаики. Реставрационные работы были завершены к октябрю 1948 года, когда было совершено освящение церкви.
В ходе великого пожара 1917 года сильно пострадала кровля и мраморная облицовка стен. При этом сохранился ряд мозаичных полотен, которые продолжают украшать стены базилики (часть мозаик помещена в музей, расположенный в крипте). При реставрации максимально были использованы старые колонны, сохранена старая настенная облицовка на внутренних сторонах арок и стенах выше их. Пол при реставрации был выложен цветной плиткой и мрамором, кровля была заново построена из бетона, но сохранила внешний вид беспотолочной деревянной кровли, характерной для эллинистических раннехристианских базилик.
После реставрации храм вновь стал действующим, проводятся регулярные богослужения. Доступ в саму базилику и в археологический музей в её крипте является свободным. В базилике, кроме мощей святого Димитрия, хранятся мощи Анисии Солунской (серебряная рака установлена недалеко от амвона).
В современных Салониках базилика расположена в историческом центре, рядом с археологическим комплексом античной агоры на пересечении улиц Селевку и Святого Димитрия.
В 2003 году в склепе, построенном у входа в базилику, был погребён митрополит Фессалоникийский Пантелеимон II (Хрисофакис), трудами которого в храм были возвращены мощи святого Димитрия.

#### Включение в число объектов Всемирного наследия
15 января 1987 года Грецией для включения в число объектов Всемирного наследия ЮНЕСКО была номинирована группа раннехристианских и византийских памятников в городе Салоники, включающая и храм Святой Софии. В сентябре 1988 года Международный совет по вопросам охраны памятников и достопримечательных мест представил своё заключение с обоснованием возможности их включения в реестр.
На 14-й сессии Комитета Всемирного наследия, состоявшейся в Бразилии 5—9 декабря 1988 года, указанная группа памятников была включена в Список объектов Всемирного наследия под номером 456.

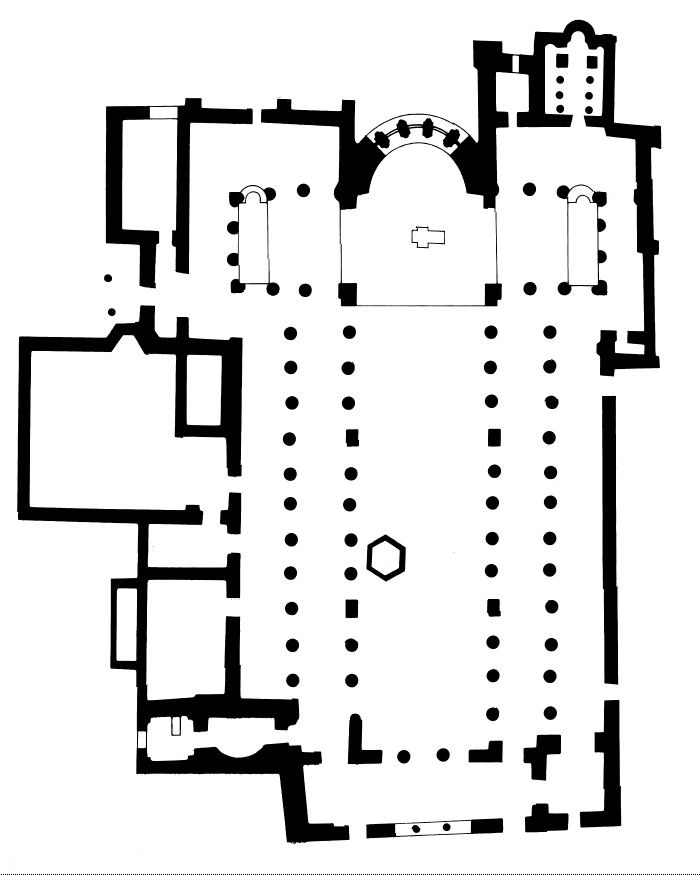
План базилики

## Архитектурные особенности
Базилика построена в раннехристианском эллинистическом стиле и имеет форму четырёхугольника, к которому добавлены более поздние пристройки (придел святого Евфимия — XIII век, сводчатый перистиль для водосвятия — XV век). Для строительства использовался кирпич и камни от более ранних строений.
Базилика является пятинефной, длина храма с алтарной частью составляет 43,58 метра, ширина — 33 метра. Это самая крупная церковь в Салониках. Храм имеет два входа, ведущих в притвор. По амвону центральный неф пересекает трансепт, обрамлённый колоннадой.
Алтарная часть увенчана конхой и имеется только в центральном нефе, заканчивающимся апсидой, не выступающей за периметр храма. Справа от главного алтаря расположен выступающий на восток придел святого Евфимия, пристроенный к базилике.
Кровля состоит из пяти скатов (четыре пологих и один отлогий), храм не имеет купола. В каждом из боковых скатов и в нефе имеются балконы. Фасад базилики несимметричен, к левой части пристроена колокольня, увенчанная крестом. С наружной стороны алтарной части имеются, неиспользуемые в настоящее время, входы в крипту базилики, открытые при её реконструкции в первой половине XX века.

## Внутреннее убранство

### Колоннада

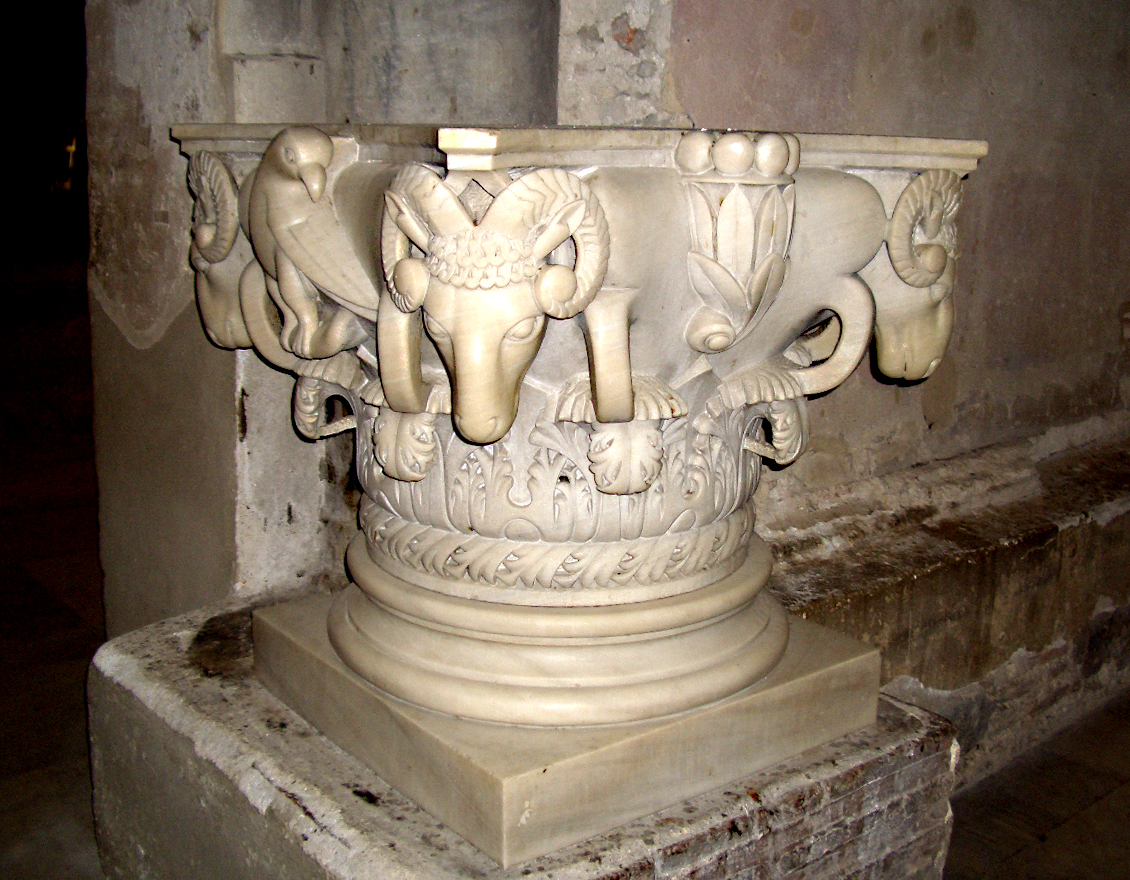
Капитель, украшенная головами баранов

Нефы базилики разделяет колоннада из белых, зелёных и тёмно-красных мраморных колонн. Вероятно, они были заимствованы из более старых строений (они различаются по высоте и по внешнему виду капителей). Во время реконструкции базилики после пожара (позднее 634 года) к колоннам среднего нефа были добавлены столбы прямоугольного сечения. Капители весьма разнообразны; особенно изящно выглядят капители с листьями колючего кустарника (аканфа), развевающегося на ветру. Этот тип был распространён в V—VIII веках, но образцов его сохранилось немного. Такие капители есть, например, в храме святого Аполлинария в Равенне, а также в базилике Ахиропойитос и Храме Святой Софии (оба — в Салониках), в Египте, Малой Азии, Сирии. Листья имеют форму кружев и заключены в зубчатую рамку, над двумя рядами листьев имеются завитки как у коринфских капителей, а выше находится площадка, на которой держится арка. В другом типе капителей листья расположены вертикально и их кончики зубчатой формы смотрят вниз. В углах расположены завитки, на которых держится опорная площадка для арок. В некоторых местах вместо завитков в углах расположены головы баранов с витыми рогами.
Фронтоны арок были украшены плитами из тёмно-голубого или зеленоватого мрамора, а в их внутренней части имелся геометрический орнамент со вставками из белого, чёрного и красного мрамора. В настоящее время украшения на колоннаде практически отсутствуют, их внешний вид известен только по рисункам, сделанным в начале XX века.

### Мозаики
В ходе реставрации удалось сохранить некоторые мозаичные полотна VII-VIII веков (остальные погибли во время пожара и известны только по фотографиям) — едва ли не единственные, пережившие в Византии эпоху иконоборчества. Трудно сказать, почему иконоборцы решили пощадить эти изображения. В мозаиках заметна античная традиция, но лики уже аскетически строги, напоминая поздневизантийские иконы. Однако, при сравнении мозаик из базилики Святого Димитрия с константинопольскими памятниками того же периода, заметно обилие восточных типов, склонность к фронтальным построениям и более подчёркнутая линейность композиций. На всех мозаиках великомученик Димитрий имеет индивидуальные черты лица, что свидетельствует о различном времени их исполнения.
Считается, что часть мозаик (расположенные над аркадой) были своеобразным вотивом, выполненным по специальному заказу, что объясняется случайным характером композиций.
К наиболее хорошо сохранившимся мозаичным полотнам относятся:
- Димитрий со священнослужителями[27]

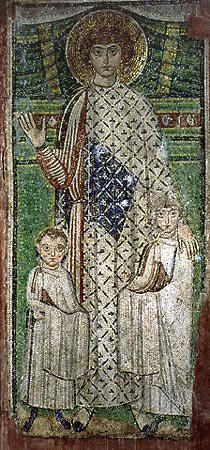
Мозаика «Святой Георгий и дети»

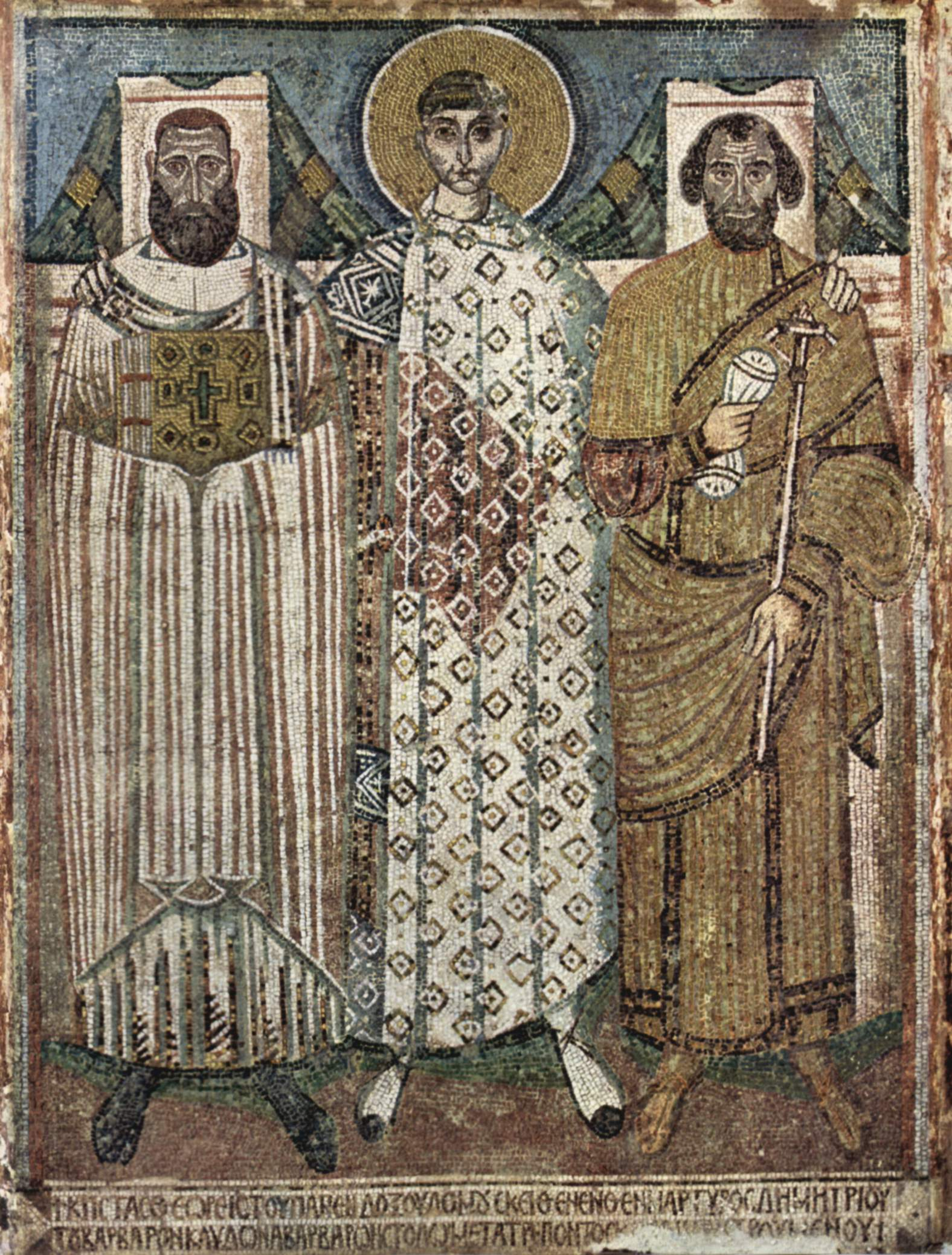
Мозаика «Святой Димитрий с ктиторами»

Мозаика была обнаружена в ходе реставрационных работ при сносе стены, построенной турками с правой стороны алтарной части базилики. Святой изображен держащим руку на плече священника, выражая свою благожелательность. Первоначально светлая прямоугольная рамка вокруг головы священнослужителя была принята за нимб, однако после обнаружения мозаики «Святой Димитрий с ктиторами» был сделан вывод, что этот квадрат является бойницей в городской стене, на фоне которой изображены фигуры. Низ мозаики содержит надпись «Счастливейший мученик Христов, любящий город, окружён заботой жителей и гостей города».
- Св. Георгий и дети[28]

Мозаика расположена в западной части алтаря. Лица детей имеют индивидуальные черты и мозаика, вероятно, является вотивным изображением от родителей в благодарность за исцеление детей. Святой держит руку на плече одного из них, а другая поднята с раскрытой ладонью. Этот жест, вероятно, условно изображает, что святой молится. Это одна из самых древних мозаик базилики (вероятно выполнена сразу после её ремонта в середине VII века). На ней святой представлен молодым человеком с идеализированными чертами лица и короткими прямыми русыми волосами, одетым в хитон и роскошную мантию.
- Димитрий с ктиторами[29]

Также одно из старейших мозаичных полотен. Димитрий изображён в окружении церковного (справа) и светского (слева) правителей города. Считается что это префект Леонтий и архиепископ Иоанн, которые организовали восстановление базилики после пожара VII века. Благожелательность святого к ним выражается положением его рук, которые он держит на их плечах. Под мозаикой имеется надпись следующего содержания: «Справа и слева видны строители славного строения мученика Дмитрия, который отразил волну варварских флотов и спас город». Речь идёт об осаде города славянами в 616 году. Святой одет в мантию, украшенную таблионом — четырёхугольной нашивкой другого цвета на уровне груди, что отражает знатное происхождение Димитрия, упоминаемое в его житии.

- Богородица и святой Феодор Стратилат[31]

Мозаика расположена в южной стороне алтарной части и относится к рубежу IX и X веков. Богоматерь и святой Феодор изображены молящимися, а в вышине над ними видна фигура Христа, благословляющего их правой рукой. В руках Богородицы свиток со словами: «Господь Бог, соизволь услышать голос моей молитвы, так как я молюсь за людей». Считается, что мозаика была заказана верующими, получившими исцеление от болезней. Об этом свидетельствует благодарственная надпись под ней: «…я Тебе посвятил в знак благодарности, хоть и был разочарован людьми, Твои силы вдохнули в меня жизнь».
Прочие мозаики, менее хорошо сохранившиеся:
- Святой Димитрий с подводимым к нему юношей (Димитрий изображён в позе оранта, ладони выложены золотой смальтой), Святой Димитрий и два ангела (возможно, это изображение Димитрия Солунского в Царствии Небесном — аллюзия на эпизод из его жития с увенчанием его ангелом в темнице)[32] — мозаики западной части храма, конец V — VI века;
- Вотивный цикл, иллюстрирующий основные этапы жизни девочки включает сцены: «Димитрий подводит донатора к восседающей на престоле Богоматери с Младенцем», «Димитрий на престоле на фоне кивория принимает ребёнка из рук матери», «Димитрий в позе оранта, с матерью и детьми, подносящими святому свечи», «Ребёнок, сопровождаемый родителями, подносит голубей святому Димитрию»[32]. Мозаики размещались во внутреннем северном нефе, созданы в начале VII века;
- Святые Сергий, Вакх и Димитрий с восстановителями храма после пожара — мозаики алтарных столбов, середина VII века.

### Фрески

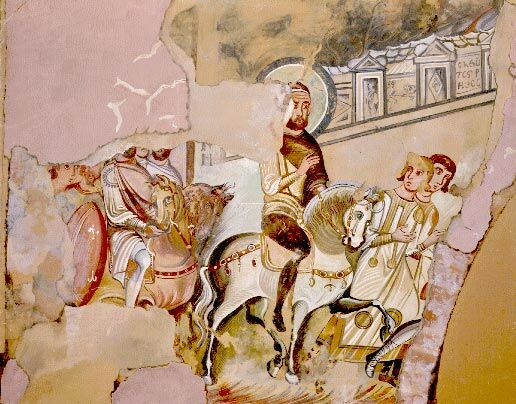
Торжественный въезд императора в город

Фрески, украшавшие ранее стены базилики, сохранились только в её правом нефе. Фресковый цикл был выполнен в несколько этапов в VIII—XIV веках. Среди них в наиболее хорошем состоянии находятся:
- Преподобный Лука (Стириот);
- Нашествие варваров на Салоники. Изображена осада города славянскими племенами в 616 году, победа греков при которой приписывается заступничеству святого Димитрия[5]. На фреске видно изображение церкви, которую принято считать базиликой Святого Димитрия, и надпись «святая церковь у стадиона»;
- Молящийся святой Димитрий (XII век);
- Димитрий укрывает плащом архиерея с нимбом, в саккосе и омофоре, который кадит святому, выше Богородица с младенцем Христом. Фреска выполнена в последней третьи XIV века. Существует мнение, что архиерей — это Григорий Палама, архиепископ Салоник, а Богородица изображена не с Христом, а с Иоасафом Индийским (патрон по монашескому имени императора Иоанна VI Кантакузина). Данной интерпретации противоречат иконографические признаки изображённых[32];
- Аллегорическая фреска с изображением человека, которого преследует дикое животное;
- Император, подъезжающий к городу — наиболее хорошо сохранившаяся, выполненная на высоком художественном уровне, сцена подъезда византийского императора (возможно Юстиниана II) к Салоникам[33].

По данным проведённых в начале XXI века исследований, одним из авторов фресок базилики является знаменитый греческий иконописец Мануил Панселин.
|                                                                                    |  |                     |  |                                                                               |
| Конха апсиды базилики (фрески выполнены при реставрации в первой половине XX века) |  | Епископская кафедра |  | Киворий для раки с мощами святого Димитрия (расположен в левом нефе базилики) |

## Крипта базилики

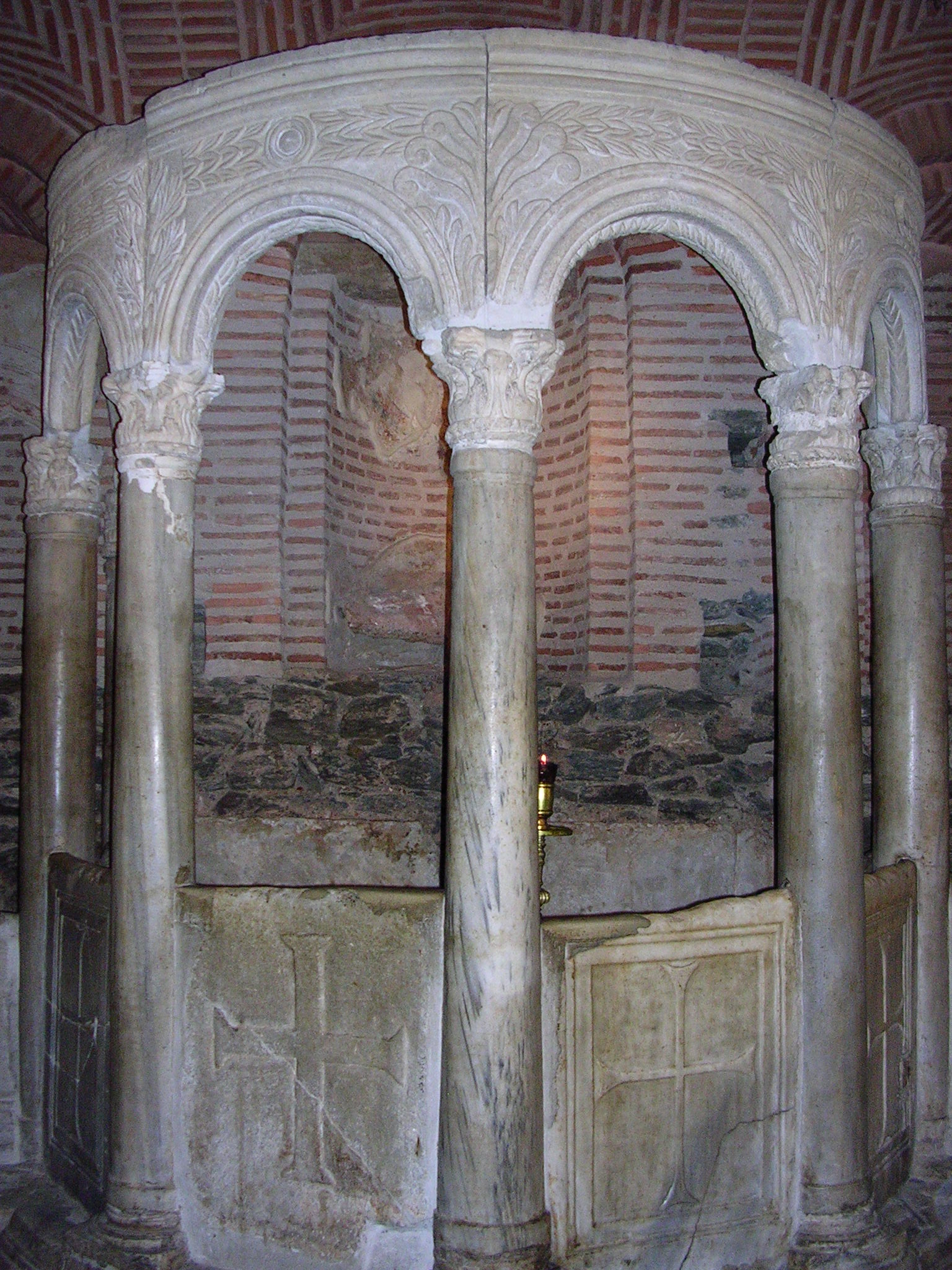
Крипта базилики (навес с колоннами)

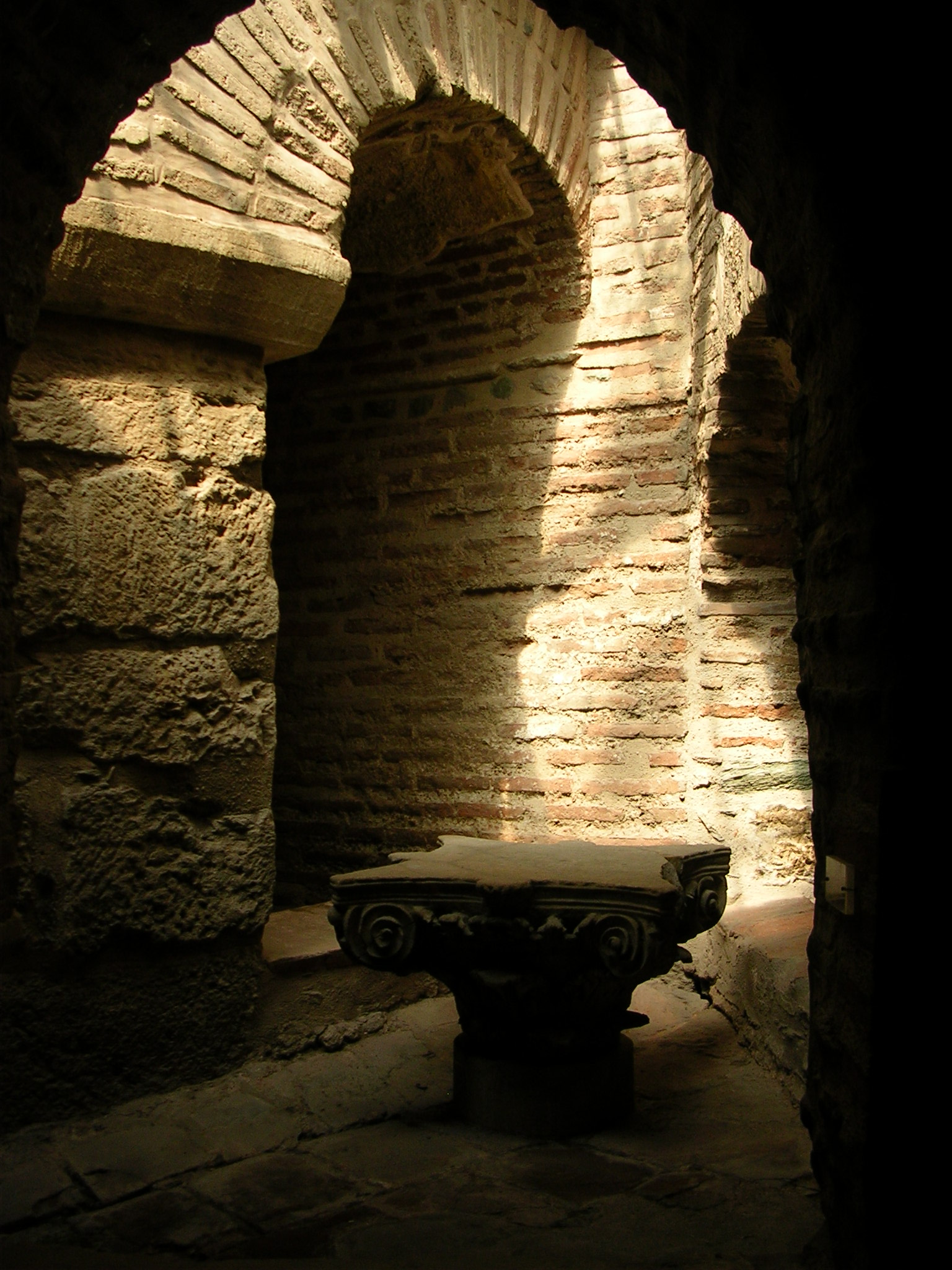
Крипта базилики

Крипта была обнаружена под базиликой в 1918 году при проведении реставрационных работ в разрушенном храме после пожара 1917 года. В древности вход в крипту осуществлялся через проёмы, которые располагались снаружи здания со стороны алтаря. Сейчас вход в крипту осуществляется по лестнице справа от алтаря.
Крипта включает в себя место, где по преданию был убит великомученик Димитрий, и располагается под алтарной частью базилики. Ансамбль крипты состоит из однопридельной базилики в которой в древности покоились мощи святого, а также полукруглого пространства с парапетами и колоннами, окружённого цистернами для воды. В центре рядом с мраморным сводчатым навесом, который поддерживают семь колонн, имеется мраморная раковина, предназначенная для сбора мира, по преданию, истекавшего из мощей Димитрия. В северной части крипты находился ряд захоронений епископов Салоник.
В крипте с раннехристианских времен существовал источник воды (происходил из римских терм), которая текла по устроенному в X веке водопроводу. Колодец с источником воды существует в настоящее время.
В 1980-х годах в крипте был открыт археологический музей, где представлены скульптуры и другие находки, сделанные в ходе раскопок, а также часть мозаик, ранее украшавших стены базилики. К наиболее ценным экспонатам музея относят чашу для помазания миром, связанную с культом святого Димитрия, а также восстановленный амвон храма и архитектурные скульптуры раннего храма.

## Реликвии святого Димитрия

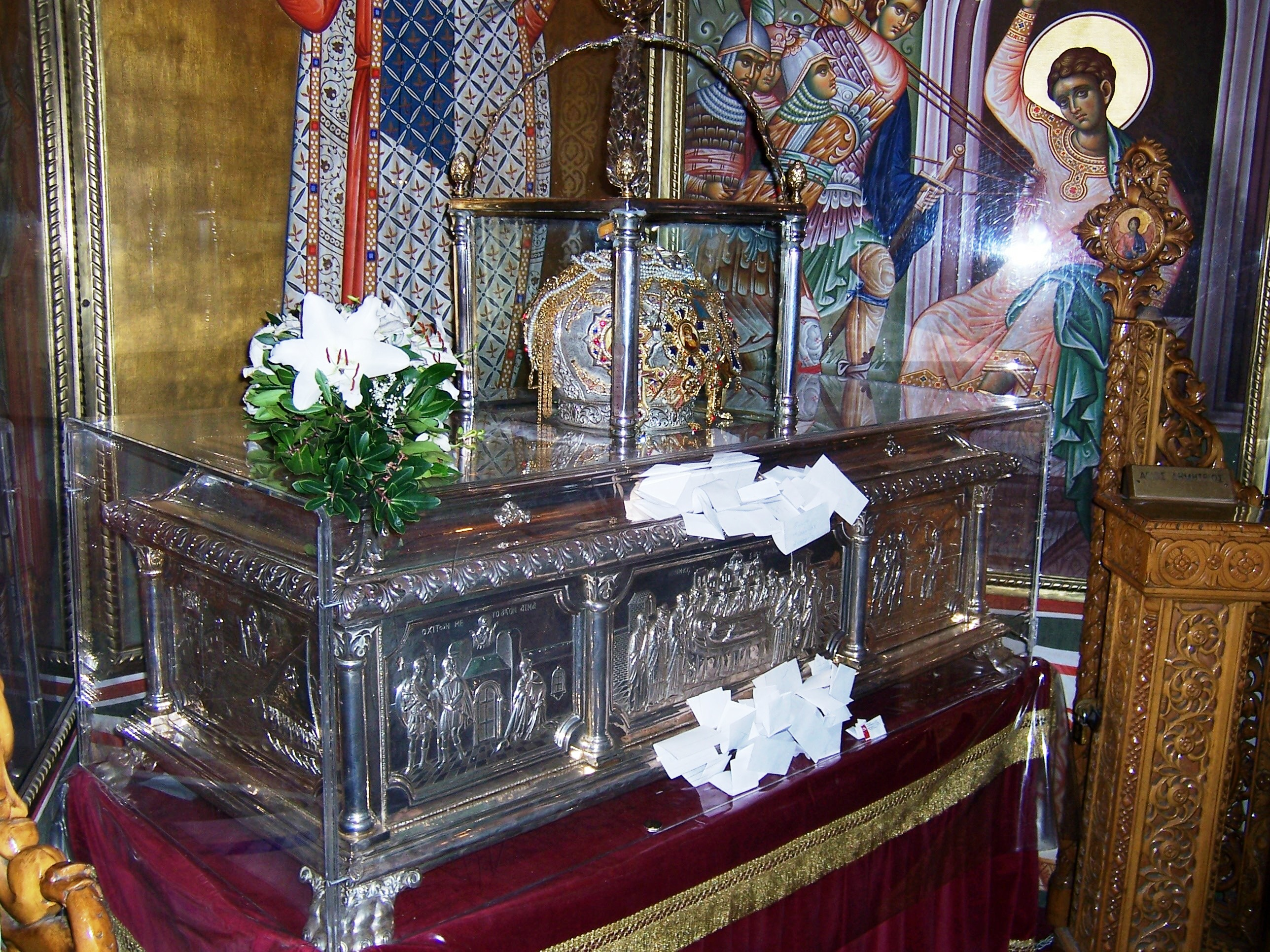
Рака с мощами святого Дмитрия Солунского

Базилика, построенная на месте мученичества святого Димитрия, с самого её основания была хранилищем реликвий, связанных с этим святым. Изначально центральное место в культе святого Димитрия занимал его киворий, который в житии и чудесах святого описывается как место, откуда святой общался с верующими. Позднее акцент сместился на поклонение мощам святого, которые с середины XI века почитались как мироточивые.

### Мощи святого
В настоящее время мощи хранятся в северном нефе базилики в мраморном кивории, созданном вместо утраченного при пожаре в VII веке серебряного (это второй мраморный киворий святого Димитрия, первый был уничтожен в 1430 году при захвате города турками). Предположительно в конце XII — начале XIII века, возможно, в период существования латинского королевства Фессалоники, они были вывезены из Салоник в Италию. Мощи были обнаружены в 1520 году в аббатстве города Сан-Лоренцо-ин-Кампо и вернулись обратно в Салоники только в XX веке: в 1978 году — честная глава, а в 1980 году — основная часть мощей (в Италии осталось шесть больших частиц).

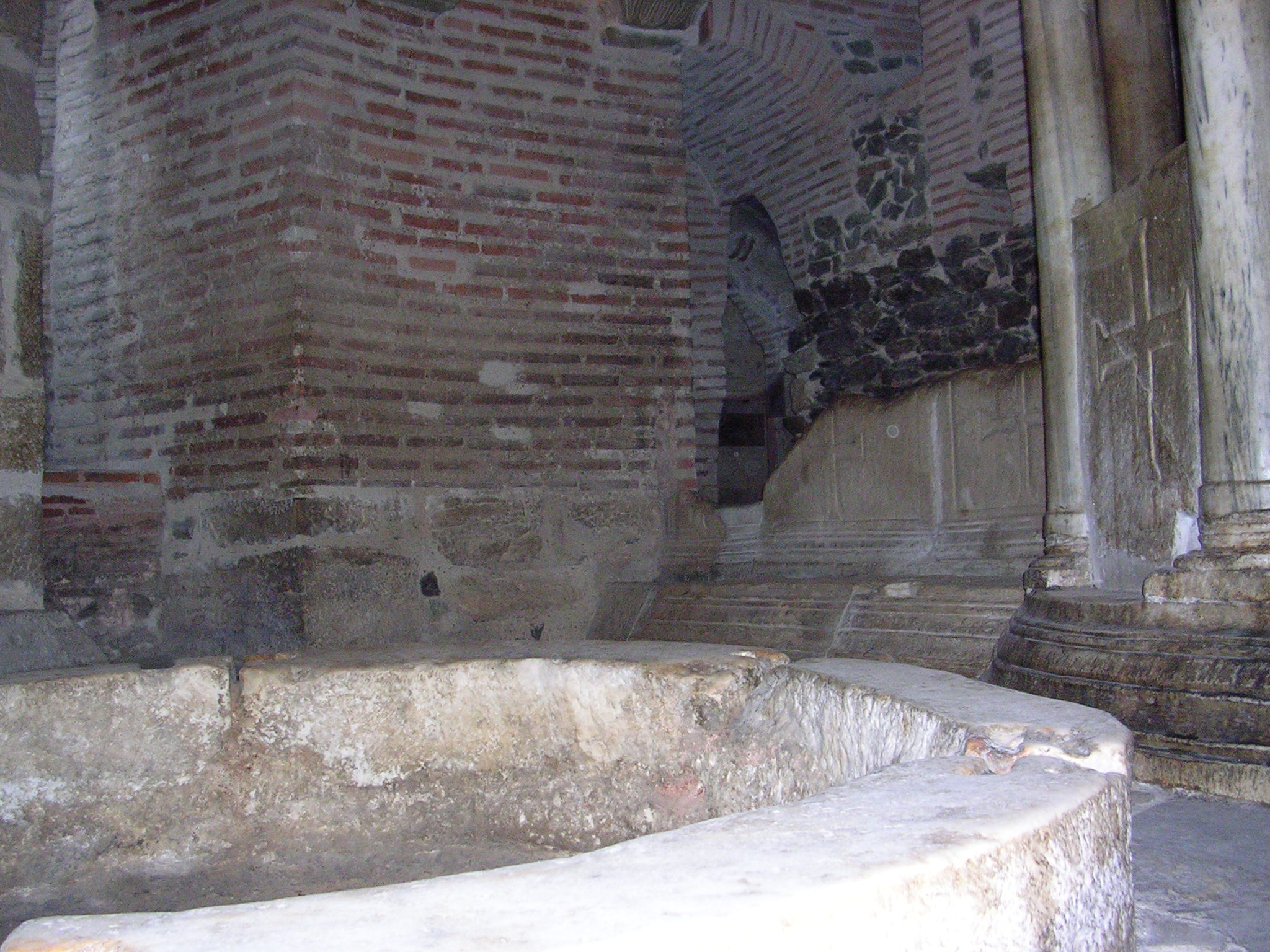
Раковина для сбора мира в крипте базилики

Мощи с древности почитались как мироточивые (Димитрий Ростовский сообщает, что мироточение известно с VII века, но Иоанн Скилица первый письменно сообщил о том, что мироточение впервые появилось в 1040 году). Верующие, приходившие в базилику для поклонения святому, набирали миро в стеклянные ампулы, самые ранние из которых датируются XI — XII веками. Миро почиталось не только христианами. Иоанн Анагност, описавший захват города турками, сообщает что миро набирали и мусульмане, считавшие его медицинским снадобьем от любых болезней.
С XIV века вместо истечения миро-елея от мощей стало упоминаться об истечении миро-воды из колодца в крипте (первое письменное упоминание сделано в 1330 году Никифором Григора). В этот же период по причине исчезновения мощей из храма возникла легенда, что они были спрятаны в колодце, находившемся в крипте. Упоминания о мироточении из колодца прекратились в 1493 году, когда базилика была превращена в мечеть (православным был сохранён доступ для поклонения к кенотафу святого Димитрия, оставшемуся после исчезновения мощей).
В древности истечение мира было очень обильным — Никита Хониат описывает, как норманны, захватившие в 1185 году Салоники, кощунственно набирали миро в кастрюли, жарили на нём рыбу и мазали им обувь. Хоть мироточение мощей в настоящее время прекратилось, раку святого открывают на вечерни в канун дня памяти святого и раздают верующим вату, пропитанную ароматной жидкостью, не отождествляемой с тем миром, о котором в XIV веке писал Димитрий Хризолог.

### Кровь святого
Культ крови великомученика возник уже в раннехристианский период (Димитрий Ростовский сообщает, что Лупп, раб святого Димитрия, «благоговейно взял ризу своего господина, орошенную его честною кровью, в которой омочил и перстень. Сею ризою и перстнем он сотворил много чудес»). При раскопках в алтаре под престолом в крестообразном углублении в мраморном ковчеге был обнаружен стеклянный сосуд с засохшей кровью. Считается что под алтарём изначально была расположена гробница святого Димитрия в которой, по мнению ряда исследователей, в средневизантийский период была земля, смешанная с кровью. Сохранились мощевики XI—XII веков с кровью великомученика (в Великой Лавре на Афоне), с пропитанной кровью землёй (в Ватопедском монастыре на Афоне), а также с кровью и миром (энколпион XII—XIII века в Британском музее).